# Casa Casuarina

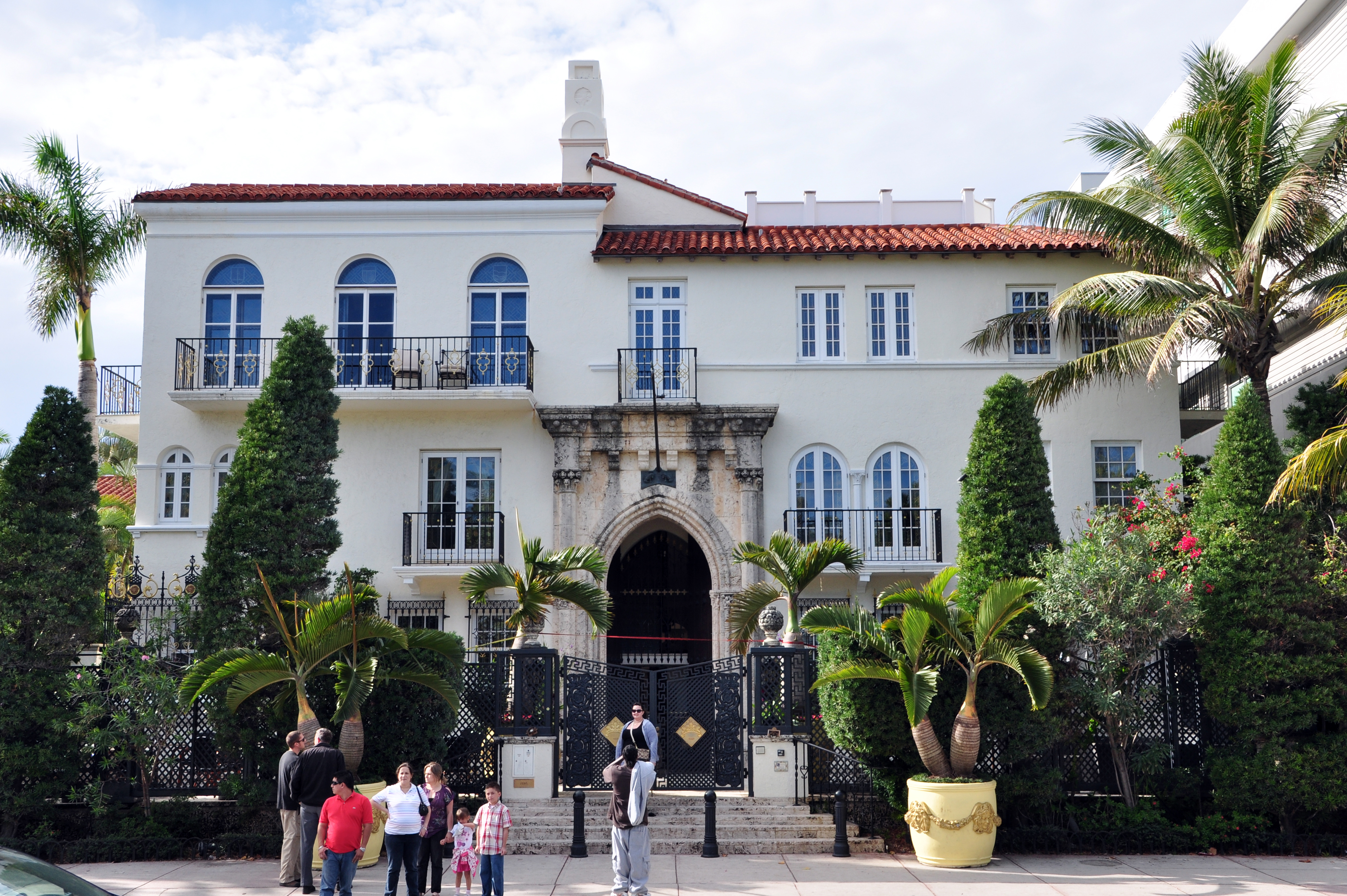
Casa Casuarina

Casa Casuarina, ook bekend als Versace Mansion, is een klein stadspaleis aan Ocean Drive in het Art Deco-district van Miami Beach in de Amerikaanse staat Florida. Tegenwoordig is het een boetiekhotel onder de naam The Villa By Barton G.

## Geschiedenis
Het huis werd in 1930 gebouwd in Mediterranean Revival-architectuur, in opdracht van Alden Freeman. Er is een gerucht dat tijdens de bouw een tijdcapsule in de muren werd verborgen. Toen Freeman in 1937 stierf werd het huis gekocht door Jacques Amsterdam, die het veranderde in een appartementengebouw met de naam The Amsterdam Palace. 
In 1992 kocht Gianni Versace het huis. Hij voerde een grondige renovatie door, liet een zuidelijke vleugel aanbouwen en een zwembad aanleggen. Op 15 juli 1997 werd Versace voor het huis vermoord door Andrew Cunanan. 
In 1999 kocht Barton G. Weiss het huis om er een hotel van te maken.

## Inrichting
Versace heeft een groot stempel op het huis gedrukt. Niet alleen liet hij een stuk aanbouwen, ook het interieur werd onder handen genomen. De muren en plafonds zijn rijkelijk versierd met fresco's en mozaïeken. Ook het zwembad is betegeld met een mozaïek, gedeeltelijk met bladgouden tegels. Op de binnenplaats staan een fontein en een aantal beelden.